# Giełda Papierów Wartościowych w Taszkencie
Giełda Papierów Wartościowych w Taszkencie (ros. Республиканская Фондовая Биржа «Тошкент», ang. Tashkent Stock Exchange – TSE) – giełda papierów wartościowych w Uzbekistanie; zlokalizowana w stolicy kraju – Taszkencie. Powstała w 1994 roku.